# Twarda Ściana

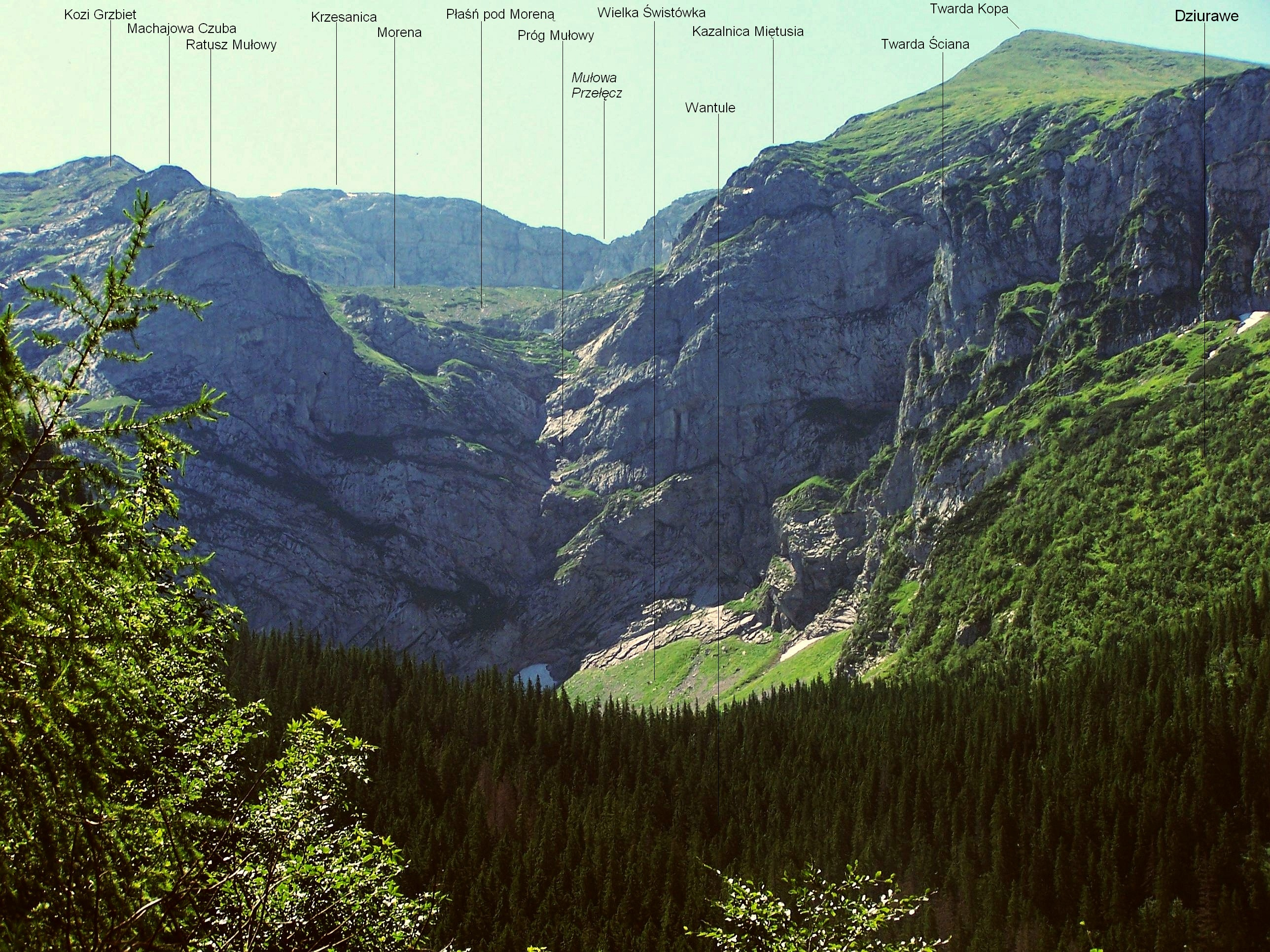
Widok ze szlaku przez Kobylarzowy Żleb

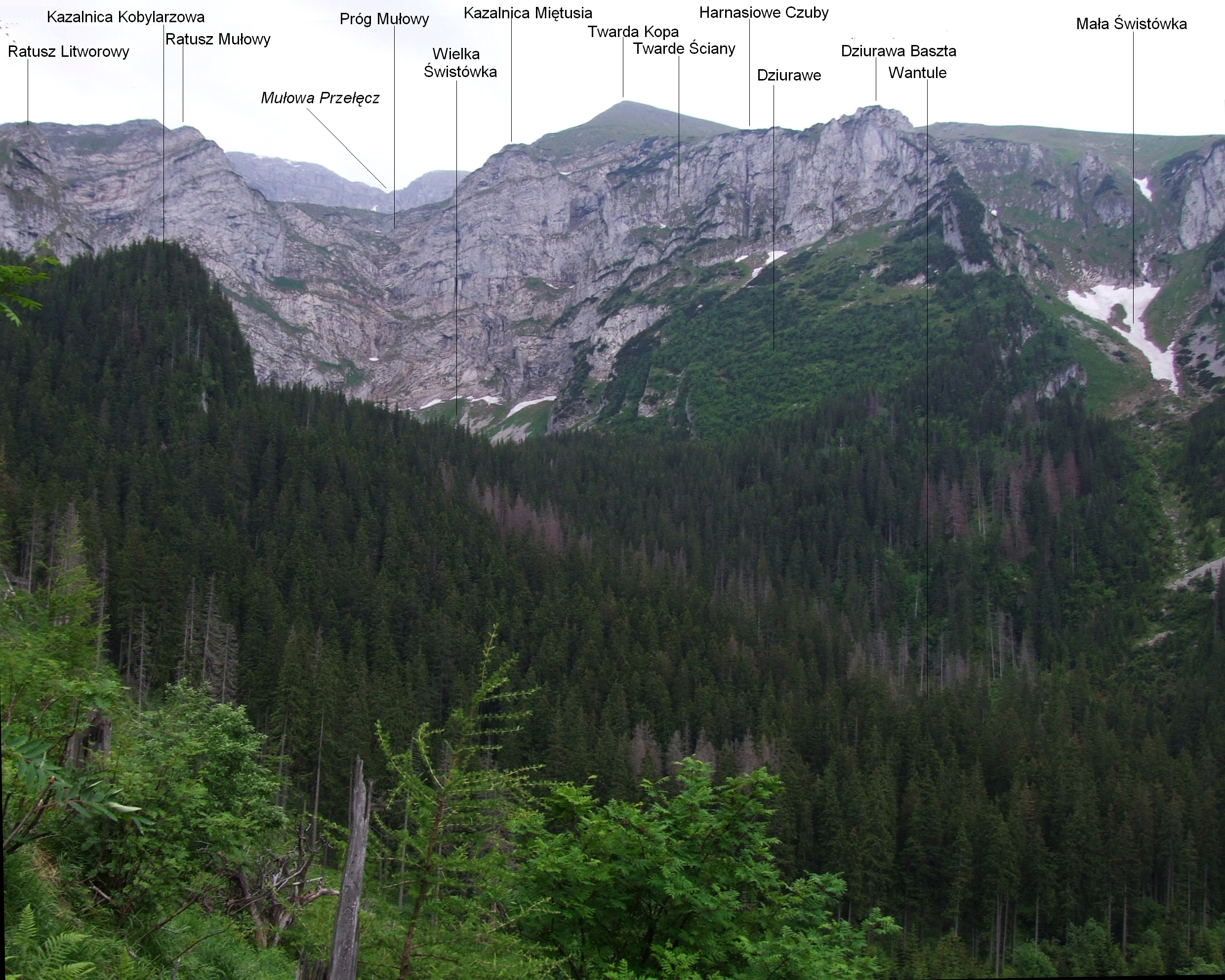
Widok ze szlaku przez Kobylarzowy Żleb

Twarda Ściana – zbudowana ze skał wapiennych środkowa część ścian Twardej Galerii w polskich Tatrach Zachodnich. Od sąsiadujących na północy Harnasiowych Czub (Dziurawych Turni) oddzielona jest Ślepym Żlebem, od Ratusza Mułowego i Mułowego Progu oddziela ją szeroka depresja Twardych Spadów.
Wierzchołek Twardej Ściany wznosi się na wysokość około 1740 m n.p.m. i znajduje się około 50 m poniżej krawędzi Twardego Upłazu. Jest to skalisty czubek (kazalniczka), zarośnięty kosodrzewiną i karłowatą jarzębiną. Od wierzchołka do krawędzi Twardego Upłazu ciągną się jeszcze strome skałki. Twarda Ściana opada do kotła lodowcowego Wielkiej Świstówki, ale od jej piargów oddzielona jest jeszcze kilkoma zachodami i trawnikami. Jej ściana ma wysokość około 240 m i zbudowana jest z białych wapieni. Tworzą ją duże i monolityczne płyty z czterema równoległymi zacięciami. Miejscami porastają je kępki traw. Dolna, stanowiąca około 1/3 wysokości część Twardej Ściany jest mniej stroma i tworzy jedną całość z urwiskiem Twardych Spadów. W Twardej Ścianie poprowadzono kilka dróg wspinaczkowych. Drogi te szczegółowo opisuje Władysław Cywiński w 3. tomie przewodnika Tatry. Obecnie jednak są to zamknięte dla taterników obszary ochrony ścisłej Tatrzańskiego Parku Narodowego (obszar ochrony ścisłej Wantule Wyżnia Mała Łąka). U podnóża Twardej Ściany znajduje się jaskinia Krucha Szczelina, a w jej środkowej części m.in. jaskinie: Zawaliskowy Korytarz, Jaskinia pod Płytą, Jaskinia Niespodzianka i Jaskinia Zapylna.